# Takurō Fujii
Pour les articles homonymes, voir Fujii.
 (septembre 2024).
Si vous disposez d'ouvrages ou d'articles de référence ou si vous connaissez des sites web de qualité traitant du thème abordé ici, merci de compléter l'article en donnant les références utiles à sa vérifiabilité et en les liant à la section « Notes et références ».
Takurō Fujii (藤井 拓郎, Fujii Takurō), né le 21 avril 1985 à Kawachinagano, au Japon, est un nageur japonais. Il a participé aux Jeux olympiques de Pékin en 2008, de Londres en 2012 et de Rio en 2016 durant lesquels il remporte une médaille d'argent et une médaille de bronze.

## Palmarès[3]

### Jeux olympiques
- Jeux olympiques d'été de 2008
  -  sur le relais 4 × 100 m quatre nages hommes avec l'équipe japonaise (Kosuke Kitajima, Hisayoshi Sato, Junichi Miyashita) (3 min 32 s 81)

- Jeux olympiques d'été de 2012
  -  sur le relais 4 × 100 m quatre nages hommes avec l'équipe japonaise (Ryosuke Irie, Kosuke Kitajima, Takeshi Matsuda) (3 min 31 s 26)

### Championnats du monde

#### Grand bassin
- Championnats du monde 2013 à Barcelone ( Espagne) :
  -  Médaille de bronze au titre du relais 4 × 100 m quatre nages

### Championnats pan-pacifiques
- Championnats pan-pacifiques 2010
  -  sur le relais 4 × 100 m quatre nages hommes avec l'équipe japonaise (Junya Koga, Masayuki Kishida, Kosuke Kitajima) (3 min 33 s 90)
  -  sur le 100 m papillon (52 s 12)

### Jeux asiatiques
- Jeux asiatiques de 2010
  -  sur 100 m nage libre (49 s 37)

## Records personnels[3]
- 100 m nage libre : 48 s 49
- 100 m papillon : 51 s 24